# Sapelli (Cameroun)
Pour l'arbre tropical, voir Sapelli.
Sapelli est un village de la Région de l'Est, au Cameroun situé dans le département de Lom-et-Djérem. Il se trouve plus précisément dans l'arrondissement de Bélabo et le quartier de Belabo-ville.

## Population
En 2005, le village de Sapelli comptait 1 768 habitants, dont 883 hommes et 885 femmes.